# Волховски рејон
Волховски рејон (рус. Волховский район) административно-територијална је јединица другог нивоа и општински рејон у централном делу Лењинградске области, на северозападу европског дела Руске Федерације.
Административни центар рејона је град Волхов. Према проценама националне статистичке службе Русије за 2014, на територији рејона је живело 94.986 становника или у просеку око 18,54 ст/км².

## Географија
Волховски рејон смештен је у централним деловима Лењинградске области, и обухвата територију површине 5.124,4 км², и по том параметру на шестом је месту међу 17 рејона у области. На северу излази на обале језера Ладога, на североистоку је ограничен територијом Лодејнопољског рејона, на југоистоку је Тихвински, југу Киришки и на западу Кировски рејон. Административни центар рејона град Волхов налази се на око 135 километара источно од Санкт Петербурга.
Цела рејонска територија налази се у сливном подручју језера Ладога, а најважнији водоток који протиче западним деловима његове територије је река Волхов. Кроз централне делове рејона протиче река Сјас, док је на северу најважнији водоток река Паша, лева притока Свира.
Волховска хидроелектрана која је саграђена на реци Волхов још 1918. године најстарији је активни хидроенергетски објекат на подручју некадашњег Совјетског Савеза и данашње Русије, и налази се на листи културног наслеђа Руске Федерације.

## Историја
Волховски рејон успостављен је 1927. године као административно-територијална јединица тадашњег Лењинградског округа Лењинградске области. У марту 1946. источни делови рејона су организовани у засебан Новоладошки рејон, административну јединицу која је постојала све до 1963. године када је поново враћена у састав садашњег Волховског рејона. Један део рејонске територије на западу издвојен је 1977. године и укључен у границе новооснованог Кировског рејона.
Савремена административна подела рејона датира од 2006. године, и од тада град Волхов представља интегрални део рејона и седиште је истоимене градске општине.

## Демографија и административна подела
Према подацима пописа становништва из 2010. на територији рејона је живело укупно 95.182 становника, док је према процени из 2014. ту живело 94.986 становника, или у просеку 18,54ст/км². По броју становника Лодејнопољски рејон се налази на шестом месту у области, са уделом у укупној обласној популацији од око 5,65%.
| 1959.  | 1970.  | 1979.   | 1989.   | 2002.   | 2010.  | 2014.    |
| ------ | ------ | ------- | ------- | ------- | ------ | -------- |
| 15.243 | 80.603 | 64.384* | 58.939* | 50.799* | 95.182 | 94.986** |

Напомена: ** Према процени националне статистичке службе. * У пописима пре 2010 у број становника рејона нису урачунати становници града Волхова који је имао засебан статус.
На подручју рејона постоји укупно 280 насељених места, а рејонска територија је подељена на 15 другостепених општина (3 урбане и 12 руралних). Административни центар рејона је град Волхов са око 47.000 становника, док статусе урбаних насеља имају још и градови Сјастрој и Новаја Ладога.
Село Стара Ладога сматра се једним од најстаријих насеља Руске Федерације и основано је далеке 753. године.